# Resultados do Campeonato Mundial de Atletismo de 1987
Este artigo contém os resultados detalhados do Campeonato Mundial de Atletismo de 1987, disputado na cidade de Roma, na Itália.
| Corridas: 100 m - 200 m - 400 m - 800 m - 1 500 m - 3000 m - 5000 m - 10000 m - Maratona Obstáculos: 100 m barreiras - 110 m barreiras - 400 m barreiras - 3000 metros obstáculos Marcha: 20 km marcha - 50 km marcha Saltos: Altura - Comprimento - Triplo - Vara Lançamentos: Peso - Disco - Dardo - Martelo Estafetas: 4 x 100 m - 4 x 400 m Provas combinadas: Decatlo - Heptatlo |

## Resultados

### 100 metros
| Pos. | Atleta               | País            | Marca                |
| ---- | -------------------- | --------------- | -------------------- |
| 1    | Carl Lewis           | Estados Unidos  | 9"93 (WR)            |
| 2    | Raymond Stewart      | Jamaica         | 10"08                |
| 3    | Linford Christie     | Reino Unido     | 10"14                |
| 4    | Attila Kovács        | Hungria         | 10"20                |
| 5    | Viktor Bryzgin       | União Soviética | 10"25                |
| 6    | Lee McRae            | Estados Unidos  | 10"34                |
| 7    | Pierfrancesco Pavoni | Itália          | 16"23                |
| -    | Ben Johnson          | Canadá          | DQ por doping (9"83) |

| Pos. | Atleta                   | País              | Marca      |
| ---- | ------------------------ | ----------------- | ---------- |
| 1    | Silke Gladisch-Möller    | Alemanha Oriental | 10"90 (CR) |
| 2    | Heike Drechsler          | Alemanha Oriental | 11"00      |
| 3    | Merlene Ottey            | Jamaica           | 11"04      |
| 4    | Diane Williams           | Estados Unidos    | 11"07      |
| 5    | Angella Taylor-Issajenko | Canadá            | 11"09      |
| 6    | Anelia Nuneva            | Bulgária          | 11"09      |
| 7    | Angela Bailey            | Canadá            | 11"18      |
| 8    | Pam Marshall             | Estados Unidos    | 11"19      |

### 200 metros
| Pos. | Atleta               | País            | Marca |
| ---- | -------------------- | --------------- | ----- |
| 1    | Calvin Smith         | Estados Unidos  | 20"16 |
| 2    | Gilles Quenéhervé    | França          | 20"16 |
| 3    | John Regis           | Reino Unido     | 20"18 |
| 4    | Robson da Silva      | Brasil          | 20"22 |
| 5    | Vladimir Krylov      | União Soviética | 20"23 |
| 6    | Floyd Heard          | Estados Unidos  | 20"25 |
| 7    | Pierfrancesco Pavoni | Itália          | 20"45 |
| 8    | Atlee Mahorn         | Canadá          | 20"78 |

| Pos. | Atleta                   | País              | Marca      |
| ---- | ------------------------ | ----------------- | ---------- |
| 1    | Silke Gladisch-Möller    | Alemanha Oriental | 21"74 (CR) |
| 2    | Florence Griffith-Joyner | Estados Unidos    | 21"96      |
| 3    | Merlene Ottey            | Jamaica           | 22"06      |
| 4    | Pam Marshall             | Estados Unidos    | 22"18      |
| 5    | Gwen Torrence            | Estados Unidos    | 22"40      |
| 6    | Mary Onyali              | Nigéria           | 22"52      |
| 7    | Ewa Kasprzyk             | Polónia           | 22"52      |
| 8    | Nadezhda Georgieva       | Bulgária          | 22"55      |

### 400 metros
| Pos. | Atleta            | País              | Marca      |
| ---- | ----------------- | ----------------- | ---------- |
| 1    | Thomas Schönlebe  | Alemanha Oriental | 44"33 (ER) |
| 2    | Innocent Egbunike | Nigéria           | 44"56      |
| 3    | Harry Reynolds    | Estados Unidos    | 44"80      |
| 4    | Roberto Hernández | Cuba              | 44"99      |
| 5    | Derek Redmond     | Reino Unido       | 45"06      |
| 6    | David Kitur       | Quênia            | 45"34      |
| 7    | Gabriel Tiacoh    | Costa do Marfim   | 46"27      |
| 8    | Roddie Haley      | Estados Unidos    | 46"77      |

| Pos. | Atleta             | País              | Marca |
| ---- | ------------------ | ----------------- | ----- |
| 1    | Olga Bryzgina      | União Soviética   | 49"38 |
| 2    | Petra Schersing    | Alemanha Oriental | 49"94 |
| 3    | Kirsten Emmelmann  | Alemanha Oriental | 50"20 |
| 4    | Mariya Pinigina    | União Soviética   | 50"53 |
| 5    | Lillie Leatherwood | Estados Unidos    | 50"82 |
| 6    | Jillian Richardson | Canadá            | 51"03 |
| 7    | Diane Dixon        | Estados Unidos    | 51"13 |
| 8    | Olga Nazarova      | União Soviética   | 51"20 |

### 800 metros
| Pos. | Atleta            | País        | Marca        |
| ---- | ----------------- | ----------- | ------------ |
| 1    | Billy Konchellah  | Quênia      | 1'43"06 (CR) |
| 2    | Peter Elliott     | Reino Unido | 1'43"41      |
| 3    | José Luiz Barbosa | Brasil      | 1'43"76      |
| 4    | Ryszard Ostrowski | Polónia     | 1'44"59      |
| 5    | Faouzi Lahbi      | Marrocos    | 1'44"83      |
| 6    | Stephen Ole Marai | Quênia      | 1'44"84      |
| 7    | Slobodan Popović  | Iugoslávia  | 1'45"07      |
| 8    | Tom McKean        | Reino Unido | 1'49"21      |

| Pos. | Atleta                      | País              | Marca         |
| ---- | --------------------------- | ----------------- | ------------- |
| 1    | Sigrun Wodars               | Alemanha Oriental | 1'55"26 (NR)  |
| 2    | Christine Wachtel           | Alemanha Oriental | 1'55"32       |
| 3    | Lyubov Gurina               | União Soviética   | 1'55"56       |
| 4    | Ana Fidelia Quirot          | Cuba              | 1'55"84 (AmR) |
| 5    | Jarmila Kratochvílová       | Tchecoslováquia   | 1'57"81       |
| 6    | Mitica Junghiatu-Constantin | Roménia           | 1'59"66       |
| 7    | Nadezhda Olizarenko         | União Soviética   | 2'00"28       |
| 8    | Slobodanka Colović          | Iugoslávia        | 2'02"09       |

### 1500 metros
| Pos. | Atleta             | País              | Marca   |
| ---- | ------------------ | ----------------- | ------- |
| 1    | Abdi Bile          | Somália           | 3'36"80 |
| 2    | José Luis González | Espanha           | 3'38"03 |
| 3    | Jim Spivey         | Estados Unidos    | 3'38"82 |
| 4    | Joseph Chesire     | Quênia            | 3'39"36 |
| 5    | Omar Khalifa       | Sudão             | 3'39"81 |
| 6    | Jens-Peter Herold  | Alemanha Oriental | 3'40"14 |
| 7    | Mike Hillardt      | Austrália         | 3'40"23 |
| 8    | Steve Cram         | Reino Unido       | 3'41"19 |

| Pos. | Atleta            | País              | Marca        |
| ---- | ----------------- | ----------------- | ------------ |
| 1    | Tatyana Samolenko | União Soviética   | 3'58"56 (CR) |
| 2    | Hildegard Körner  | Alemanha Oriental | 3'58"67      |
| 3    | Doina Melinte     | Roménia           | 3'59"27      |
| 4    | Cornelia Bürki    | Suíça             | 3'59"90      |
| 5    | Andrea Hahmann    | Alemanha Oriental | 4'00"63      |
| 6    | Kirsty Wade       | Reino Unido       | 4'01"41      |
| 7    | Diana Richburg    | Estados Unidos    | 4'01"79      |
| 8    | Elly Van Hulst    | Países Baixos     | 4'03"63      |

### 5000 metros/3000 metros
| Pos. | Atleta           | País        | Marca    |
| ---- | ---------------- | ----------- | -------- |
| 1    | Saïd Aouita      | Marrocos    | 13'26"44 |
| 2    | Domingos Castro  | Portugal    | 13'27"59 |
| 3    | Jack Buckner     | Reino Unido | 13'27"74 |
| 4    | Pierre Délèze    | Suíça       | 13'28"06 |
| 5    | Vincent Rousseau | Bélgica     | 13'28"56 |
| 6    | Evgeni Ignatov   | Bulgária    | 13'29"68 |
| 7    | Tim Hutchings    | Reino Unido | 13'30"01 |
| 8    | Dionísio Castro  | Portugal    | 13'30"94 |

| Pos. | Atleta            | País              | Marca   |
| ---- | ----------------- | ----------------- | ------- |
| 1    | Tatyana Samolenko | União Soviética   | 8'38"73 |
| 2    | Maricica Puica    | Roménia           | 8'39"45 |
| 3    | Ulrike Bruns      | Alemanha Oriental | 8'40"30 |
| 4    | Cornelia Bürki    | Suíça             | 8'40"31 |
| 5    | Yelena Romanova   | União Soviética   | 8'41"33 |
| 6    | Elly Van Hulst    | Países Baixos     | 8'42"56 |
| 7    | Yvonne Murray     | Reino Unido       | 8'43"94 |
| 8    | Wendy Smith-Sly   | Reino Unido       | 8'45"85 |

### 10000 metros
| Pos. | Atleta              | País              | Marca         |
| ---- | ------------------- | ----------------- | ------------- |
| 1    | Paul Kipkoech       | Quênia            | 27'38"63 (RC) |
| 2    | Francesco Panetta   | Itália            | 27'48"98      |
| 3    | Hansjörg Kunze      | Alemanha Oriental | 27'50"37      |
| 4    | Arturo Barrios      | México            | 27'59"66      |
| 5    | Steve Binns         | Reino Unido       | 28'03"08      |
| 6    | Martin Vrabel       | Tchecoslováquia   | 28'05"59      |
| 7    | Spyros Andriopoulos | Grécia            | 28'07"17 (RN) |
| 8    | Steve Plasencia     | Estados Unidos    | 28'11"38      |

| Pos. | Atleta             | País              | Marca    |
| ---- | ------------------ | ----------------- | -------- |
| 1    | Ingrid Kristiansen | Noruega           | 31'05"85 |
| 2    | Yelena Zhupiyeva   | União Soviética   | 31'09"40 |
| 3    | Kathrin Ullrich    | Alemanha Oriental | 31'11"34 |
| 4    | Olga Bondarenko    | União Soviética   | 31'18"38 |
| 5    | Liz McColgan       | Reino Unido       | 31'19"82 |
| 6    | Lynn Jennings      | Estados Unidos    | 31'45"43 |
| 7    | Albertina Machado  | Portugal          | 31'46"61 |
| 8    | Wang Xiuting       | China             | 31'48"88 |

### Maratona
| Pos. | Atleta            | País            | Marca   |
| ---- | ----------------- | --------------- | ------- |
| 1    | Douglas Wakiihuri | Quênia          | 2h11'48 |
| 2    | Ahmed Salah       | Djibuti         | 2h12'30 |
| 3    | Gelindo Bordin    | Itália          | 2h12'40 |
| 4    | Steve Moneghetti  | Austrália       | 2h12'49 |
| 5    | Hugh Jones        | Reino Unido     | 2h12'54 |
| 6    | Juma Ikangaa      | Tanzânia        | 2h13'43 |
| 7    | Orlando Pizzolato | Itália          | 2h14'03 |
| 8    | Ravil Kashapov    | União Soviética | 2h14'41 |

| Pos. | Atleta                 | País            | Marca        |
| ---- | ---------------------- | --------------- | ------------ |
| 1    | Rosa Mota              | Portugal        | 2h25'17 (CR) |
| 2    | Zoya Ivanova           | União Soviética | 2h32'38      |
| 3    | Jocelyne Villeton      | França          | 2h32'53      |
| 4    | Bente Moe              | Noruega         | 2h33'21      |
| 5    | Yelena Tsukhlo         | União Soviética | 2h33'55      |
| 6    | Yekaterina Khramenkova | União Soviética | 2h34'23      |
| 7    | Nancy Ditz             | Estados Unidos  | 2h34'54      |
| 8    | Sinikka Keskitalo      | Finlândia       | 2h35'16      |

### 20 km marcha/10 km marcha
| Pos. | Atleta            | País            | Marca        |
| ---- | ----------------- | --------------- | ------------ |
| 1    | Maurizio Damilano | Itália          | 1h20'45 (RC) |
| 2    | Jozef Pribilinec  | Tchecoslováquia | 1h21'07      |
| 3    | José Marín        | Espanha         | 1h21'24      |
| 4    | Viktor Mostovik   | União Soviética | 1h21'53      |
| 5    | Carlo Mattioli    | Itália          | 1h22'53      |
| 6    | Roman Mrazek      | Tchecoslováquia | 1h23'01      |
| 7    | Jean-Claude Corre | França          | 1h23'38      |
| 8    | Querubín Moreno   | Colômbia        | 1h23'42      |

| Pos. | Atleta            | País            | Marca      |
| ---- | ----------------- | --------------- | ---------- |
| 1    | Irina Strakhova   | União Soviética | 44'12 (CR) |
| 2    | Kerry Saxby-Junna | Austrália       | 44'23      |
| 3    | Hong Yan          | China           | 44'42      |
| 4    | Mari Cruz Diaz    | Espanha         | 44'48      |
| 5    | Yelena Nikolayeva | União Soviética | 44'54      |
| 6    | Monica Gunnarsson | Suécia          | 45'09      |
| 7    | Bingjie Jin       | China           | 45'24      |
| 8    | Ann Peel          | Canadá          | 45'27      |

### 50 km marcha
| Pos. | Atleta              | País              | Marca        |
| ---- | ------------------- | ----------------- | ------------ |
| 1    | Hartwig Gauder      | Alemanha Oriental | 3h40'53 (CR) |
| 2    | Ronald Weigel       | Alemanha Oriental | 3h41'30      |
| 3    | Vyacheslav Ivanenko | União Soviética   | 3h44'02      |
| 4    | Raffaello Ducceschi | Itália            | 3h47'49      |
| 5    | Martín Bermúdez     | México            | 3h48'27      |
| 6    | Sandro Bellucci     | Itália            | 3h48'52      |
| 7    | Pavol Szikora       | Tchecoslováquia   | 3h49'44      |
| 8    | Arturo Bravo        | México            | 3h52'08      |

### 110 metros barreiras/100 metros barreiras
| Pos. | Atleta           | País            | Marca |
| ---- | ---------------- | --------------- | ----- |
| 1    | Greg Foster      | Estados Unidos  | 13"21 |
| 2    | Jonathan Ridgeon | Reino Unido     | 13"29 |
| 3    | Colin Jackson    | Reino Unido     | 13"38 |
| 4    | Jack Pierce      | Estados Unidos  | 13"41 |
| 5    | Igors Kazanovs   | União Soviética | 13"48 |
| 6    | Carlos Sala      | Espanha         | 13"55 |
| 7    | Mark McKoy       | Canadá          | 13"71 |
| 8    | Arto Bryggare    | Finlândia       | DNS   |

| Pos. | Atleta                  | País               | Marca      |
| ---- | ----------------------- | ------------------ | ---------- |
| 1    | Ginka Zagorcheva        | Bulgária           | 12"34 (RC) |
| 2    | Gloria Siebert          | Alemanha Oriental  | 12"44      |
| 3    | Cornelia Oschkenat      | Alemanha Oriental  | 12"46      |
| 4    | Yordanka Donkova        | Bulgária           | 12"49      |
| 5    | Anne Piquereau          | França             | 12"82      |
| 6    | Laurence Elloy-Machabey | França             | 12"83      |
| 7    | Claudia Zaczkiewicz     | Alemanha Ocidental | 12"98      |
| 8    | LaVonna Martin-Floreal  | Estados Unidos     | 13"06      |

### 400 metros barreiras
| Pos. | Atleta        | País               | Marca      |
| ---- | ------------- | ------------------ | ---------- |
| 1    | Edwin Moses   | Estados Unidos     | 47"46 (CR) |
| 2    | Danny Harris  | Estados Unidos     | 47"48      |
| 3    | Harald Schmid | Alemanha Ocidental | 47"48 (ER) |
| 4    | Sven Nylander | Suécia             | 48"37      |
| 5    | Amadou Dia Ba | Senegal            | 48"37      |
| 6    | Henry Amike   | Nigéria            | 48"63      |
| 7    | Kriss Akabusi | Reino Unido        | 48"74      |
| 8    | José Alonso   | Espanha            | 49"46      |

| Pos. | Atleta                  | País              | Marca      |
| ---- | ----------------------- | ----------------- | ---------- |
| 1    | Sabine Busch            | Alemanha Oriental | 53"62 (CR) |
| 2    | Debra Flintoff-King     | Austrália         | 54"19      |
| 3    | Cornelia Ullrich        | Alemanha Oriental | 54"31      |
| 4    | Sandra Farmer           | Jamaica           | 54"38      |
| 5    | Tuija Helander-Kuusisto | Finlândia         | 54"62      |
| 6    | Anna Ambraziene         | União Soviética   | 55"68      |
| 7    | Schowonda Williams      | Estados Unidos    | 55"86      |
| 8    | Judi Brown-King         | Estados Unidos    | 56"10      |

### 3000 metros obstáculos
| Pos. | Atleta            | País              | Marca        |
| ---- | ----------------- | ----------------- | ------------ |
| 1    | Francesco Panetta | Itália            | 8'08"57 (CR) |
| 2    | Hagen Melzer      | Alemanha Oriental | 8'10"32      |
| 3    | William Van Dijck | Bélgica           | 8'12"18      |
| 4    | Brian Diemer      | Estados Unidos    | 8'14"46      |
| 5    | Graeme Fell       | Canadá            | 8'16"46      |
| 6    | Henry Marsh       | Estados Unidos    | 8'17"78      |
| 7    | Peter Koech       | Quênia            | 8'20"08      |
| 8    | Patrick Sang      | Quênia            | 8'20"45      |

### Estafeta 4 x 100 metros
| Pos. | Atleta                                                               | País               | Marca      |
| ---- | -------------------------------------------------------------------- | ------------------ | ---------- |
| 1    | Lee McRae Lee McNeill Harvey Glance Carl Lewis                       | Estados Unidos     | 37"90      |
| 2    | Aleksandr Yevgenyev Viktor Bryzgin Vladimir Muravyov Vladimir Krylov | União Soviética    | 38"02 (ER) |
| 3    | John Mair Andrew Smith Clive Wright Raymond Stewart                  | Jamaica            | 38"41      |
| 4    | Ben Johnson Atlee Mahorn Desai Williams Mike Dwyer                   | Canadá             | 38"47      |
| 5    | Fritz Heer Volker Westhagemann Christian Haas Norbert Dobeleit       | Alemanha Ocidental | 38"73      |
| 6    | István Nagy László Karaffa István Tatár Attila Kovács                | Hungria            | 39"04      |
| 7    | Ezio Madonia Domenico Gorla Paolo Catalano Pierfrancesco Pavoni      | Itália             | 39"62      |
| 8    | Li Tao Cai Jianming Li Feng Zheng Chen                               | China              | 39"93      |

| Pos. | Atleta                                                                         | País               | Marca      |
| ---- | ------------------------------------------------------------------------------ | ------------------ | ---------- |
| 1    | Alice Brown Diane Williams Florence Griffith Joyner Pam Marshall               | Estados Unidos     | 41"58 (CR) |
| 2    | Silke Gladisch-Möller Cornelia Oschkenat Kerstin Behrendt Marlies Oelsner-Göhr | Alemanha Oriental  | 41"95      |
| 3    | Irina Slyusar Natalya Pomoshchnikova Natalya German Olga Antonova              | União Soviética    | 42"33      |
| 4    | Ginka Zagorcheva Anelia Nuneva Nadezhda Georgieva Valya Demireva               | Bulgária           | 42"71      |
| 5    | Silke-Beate Knoll Ulrike Sarvari Andrea Thomas Ute Thimm                       | Alemanha Ocidental | 43"20      |
| 6    | Angela Bailey Angela Phipps Angella Taylor-Issajenko Keturah Anderson          | Canadá             | 43"26      |
| 7    | Eusebia Riquelme Aliuska López Susana Armenteros Liliana Allen                 | Cuba               | 43"66      |
| 8    | Françoise Leroux Marie-Christine Cazier Laurence Bily Muriel Leroy             | França             | 43"75      |

### Estafeta 4 x 400 metros
| Pos. | Atleta                                                               | País               | Marca        |
| ---- | -------------------------------------------------------------------- | ------------------ | ------------ |
| 1    | Danny Everett Roddie Haley Antonio McKay Harry Reynolds              | Estados Unidos     | 2'57"29 (CR) |
| 2    | Derek Redmond Kriss Akabusi Roger Black Philip Brown                 | Reino Unido        | 2'58"86 (ER) |
| 3    | Leandro Peñalver Agustin Pavo Lazaro Martínez Roberto Hernández      | Cuba               | 2'59"16 (NR) |
| 4    | Norbert Dobeleit Mark Henrich Edgar Itt Harald Schmid                | Alemanha Ocidental | 2'59"96 (NR) |
| 5    | Joseph Sainah John Anzrah Elijah Bitok David Kitur                   | Quênia             | 3'01"67      |
| 6    | Mark Senior Devon Morris Winthrop Graham Bert Cameron                | Jamaica            | 3'04"53      |
| 7    | Yevgeniy Lomtyev Vladimir Prosin Aleksandr Kurochkin Vladimir Krylov | União Soviética    | DNF          |
| 8    | Moses Ugbisie Joseph Falaye Henry Amike Innocent Egbunike            | Nigéria            | DNS          |

| Pos. | Atleta                                                                    | País               | Marca        |
| ---- | ------------------------------------------------------------------------- | ------------------ | ------------ |
| 1    | Dagmar Neubauer Kirsten Emmelmann Petra Schersing Sabine Busch            | Alemanha Oriental  | 3'18"63 (CR) |
| 2    | Aelita Yurchenko Olga Nazarova Mariya Pinigina Olga Bryzgina              | União Soviética    | 3'19"50      |
| 3    | Diane Dixon Denean Howard-Hill Valerie Brisco-Hooks Lillie Leatherwood    | Estados Unidos     | 3'21"04      |
| 4    | Charmaine Crooks Molly Killingbeck Marita Payne Jillian Richardson        | Canadá             | 3'24"        |
| 5    | Ute Thimm Helga Arendt Gudrun Abt Gisela Kinzel                           | Alemanha Ocidental | 3'24"94      |
| 6    | Cathy Rattray-Williams Sandra Farmer-Patrick Ilrey Oliver Sandie Richards | Jamaica            | 3'27"51      |
| 7    | Nathalie Simon Nadine Debois Helene Huart Fabienne Ficher                 | França             | 3'27"60      |
| 8    | Tsvetanka Ilieva Rositsa Stamenova Pepa Pavlova Yuliana Marinova          | Bulgária           | 3'30"24      |

### Salto em altura
| Pos. | Atleta             | País               | Marca       |
| ---- | ------------------ | ------------------ | ----------- |
| 1    | Patrik Sjöberg     | Suécia             | 2.38 m (RC) |
| 2    | Igor Paklin        | União Soviética    | 2.38 m (RC) |
| 2    | Gennadiy Avdeyenko | União Soviética    | 2.38 m (RC) |
| 4    | Dietmar Mögenburg  | Alemanha Ocidental | 2.35 m      |
| 5    | Clarence Saunders  | Bermudas           | 2.32 m      |
| 6    | Sorin Matei        | Roménia            | 2.32 m      |
| 7    | Ján Zvara          | Tchecoslováquia    | 2.32 m      |
| 8    | Carlo Thränhardt   | Alemanha Ocidental | 2.29 m      |

| Pos. | Atleta             | País               | Marca       |
| ---- | ------------------ | ------------------ | ----------- |
| 1    | Stefka Kostadinova | Bulgária           | 2.09 m (WR) |
| 2    | Tamara Bykova      | União Soviética    | 2.04 m      |
| 3    | Susanne Helm-Beyer | Alemanha Oriental  | 1.99 m      |
| 4    | Silvia Costa       | Cuba               | 1.96 m      |
| 5    | Larisa Kositsyna   | União Soviética    | 1.96 m      |
| 6    | Heike Henkel       | Alemanha Ocidental | 1.96 m      |
| 7    | Svetlana Leseva    | Bulgária           | 1.93 m      |
| 8    | Louise Ritter      | Estados Unidos     | 1.93 m      |

### Salto com vara
| Pos. | Atleta           | País            | Marca       |
| ---- | ---------------- | --------------- | ----------- |
| 1    | Sergey Bubka     | União Soviética | 5.85 m (CR) |
| 2    | Thierry Vigneron | França          | 5.80 m      |
| 3    | Rodion Gataullin | União Soviética | 5.80 m      |
| 4    | Marian Kolasa    | Polónia         | 5.80 m      |
| 5    | Earl Bell        | Estados Unidos  | 5.70 m      |
| 5    | Nikolay Nikolov  | Bulgária        | 5.70 m      |
| 7    | Delko Lesev      | Bulgária        | 5.60 m      |
| 8    | Atanas Tarev     | Bulgária        | 5.60 m      |

### Salto em comprimento
| Pos. | Atleta               | País              | Marca       |
| ---- | -------------------- | ----------------- | ----------- |
| 1    | Carl Lewis           | Estados Unidos    | 8.67 m (CR) |
| 2    | Robert Emmiyan       | União Soviética   | 8.53 m      |
| 3    | Larry Myricks        | Estados Unidos    | 8.33 m      |
| 4    | Giovanni Evangelisti | Itália            | 8.19 m      |
| 5    | Jens Hirschberg      | Alemanha Oriental | 8.16 m      |
| 6    | Jaime Jefferson      | Cuba              | 8.14 m      |
| 7    | Vladimir Amidzhinov  | Bulgária          | 8.11 m      |
| 8    | Mike Conley          | Estados Unidos    | 8.10 m      |

| Pos. | Atleta               | País              | Marca       |
| ---- | -------------------- | ----------------- | ----------- |
| 1    | Jackie Joyner-Kersee | Estados Unidos    | 7.36 m (CR) |
| 2    | Yelena Belevskaya    | União Soviética   | 7.14 m      |
| 3    | Heike Drechsler      | Alemanha Oriental | 7.13 m      |
| 4    | Helga Radtke         | Alemanha Oriental | 7.01 m      |
| 5    | Galina Chistyakova   | União Soviética   | 6.99 m      |
| 6    | Irina Valyukevich    | União Soviética   | 6.89 m      |
| 7    | Jennifer Inniss      | Estados Unidos    | 6.80 m      |
| 8    | Nicole Boegman       | Austrália         | 6.63 m      |

- O terceiro lugar foi, durante algum tempo, atribuído erradamente a Giovanni Evangelisti, devido à medição falseada de um dos seus saltos.

### Triplo salto
| Pos. | Atleta              | País               | Marca        |
| ---- | ------------------- | ------------------ | ------------ |
| 1    | Khristo Markov      | Bulgária           | 17.92 m (CR) |
| 2    | Mike Conley         | Estados Unidos     | 17.67 m      |
| 3    | Oleg Sakirkin       | União Soviética    | 17.43 m      |
| 4    | Aleksandr Kovalenko | União Soviética    | 17.38 m      |
| 5    | Jacek Pastusinski   | Polónia            | 17.35 m      |
| 6    | Joseph Taiwo        | Nigéria            | 17.29 m      |
| 7    | Peter Bouschen      | Alemanha Ocidental | 17.26 m      |
| 8    | Oleg Protsenko      | União Soviética    | 17.23 m      |

### Arremesso do peso
| Pos. | Atleta            | País              | Marca        |
| ---- | ----------------- | ----------------- | ------------ |
| 1    | Werner Günthör    | Suíça             | 22.23 m (CR) |
| 2    | Alessandro Andrei | Itália            | 21.88 m      |
| 3    | John Brenner      | Estados Unidos    | 21.75 m      |
| 4    | Remigius Machura  | Tchecoslováquia   | 21.39 m      |
| 5    | Ulf Timmermann    | Alemanha Oriental | 21.35 m      |
| 6    | Udo Beyer         | Alemanha Oriental | 21.13 m      |
| 7    | Klaus Bodenmüller | Áustria           | 20.41 m      |
| 8    | Sergey Gavryushin | União Soviética   | 20.15 m      |

| Pos. | Atleta             | País               | Marca        |
| ---- | ------------------ | ------------------ | ------------ |
| 1    | Natalya Lisovskaya | União Soviética    | 21.24 m (CR) |
| 2    | Kathrin Neimke     | Alemanha Oriental  | 21.21 m      |
| 3    | Ines Müller        | Alemanha Oriental  | 20.76 m      |
| 4    | Claudia Losch      | Alemanha Ocidental | 20.73 m      |
| 5    | Natalya Akhrimenko | União Soviética    | 20.68 m      |
| 6    | Heike Hartwig      | Alemanha Oriental  | 20.63 m      |
| 7    | Li Meisu           | China              | 20.43 m      |
| 8    | Helena Fibingerová | Tchecoslováquia    | 20.29 m      |

### Lançamento do disco
| Pos. | Atleta             | País               | Marca        |
| ---- | ------------------ | ------------------ | ------------ |
| 1    | Jürgen Schult      | Alemanha Oriental  | 68.74 m (CR) |
| 2    | John Powell        | Estados Unidos     | 66.22 m      |
| 3    | Luis Mariano Delís | Cuba               | 66.02 m      |
| 4    | Rolf Danneberg     | Alemanha Ocidental | 65.96 m      |
| 5    | Vladimir Zinchenko | União Soviética    | 65.60 m      |
| 6    | Romas Ubartas      | União Soviética    | 65.50 m      |
| 7    | Imrich Bugár       | Tchecoslováquia    | 65.32 m      |
| 8    | Vaclavas Kidykas   | União Soviética    | 63.64 m      |

| Pos. | Atleta              | País              | Marca        |
| ---- | ------------------- | ----------------- | ------------ |
| 1    | Martina Hellmann    | Alemanha Oriental | 71.62 m (RC) |
| 2    | Diana Gansky        | Alemanha Oriental | 70.12 m      |
| 3    | Tsvetanka Khristova | Bulgária          | 68.82 m      |
| 4    | Ilke Wyludda        | Alemanha Oriental | 68.20 m      |
| 5    | Svetla Mitkova      | Bulgária          | 66.58 m      |
| 6    | Zdenka Šilhavá      | Tchecoslováquia   | 64.82 m      |
| 7    | Larisa Mikhalchenko | União Soviética   | 64.72 m      |
| 8    | Mariana Lengyel     | Roménia           | 62.30 m      |

### Lançamento do dardo
| Pos. | Atleta             | País            | Marca        |
| ---- | ------------------ | --------------- | ------------ |
| 1    | Seppo Räty         | Finlândia       | 83.54 m (CR) |
| 2    | Viktor Yevsyukov   | União Soviética | 82.52 m      |
| 3    | Jan Železný        | Tchecoslováquia | 82.20 m      |
| 4    | Tom Petranoff      | Estados Unidos  | 81.28 m      |
| 5    | Lev Shatilo        | União Soviética | 81.02 m      |
| 6    | Kazuhiro Mizoguchi | Japão           | 80.24 m      |
| 7    | Mick Hill          | Reino Unido     | 79.66 m      |
| 8    | Dag Wennlund       | Suécia          | 78.40 m      |

| Pos. | Atleta               | País               | Marca        |
| ---- | -------------------- | ------------------ | ------------ |
| 1    | Fatima Whitbread     | Reino Unido        | 76.64 m (CR) |
| 2    | Petra Felke-Meier    | Alemanha Oriental  | 71.76 m      |
| 3    | Beate Peters         | Alemanha Ocidental | 68.82 m      |
| 4    | Tessa Sanderson      | Reino Unido        | 67.54 m      |
| 5    | Susanne Jung         | Alemanha Oriental  | 67.46 m      |
| 6    | Tiina Lillak         | Finlândia          | 66.82 m      |
| 7    | Natalya Kolenchukova | União Soviética    | 65.52 m      |
| 8    | Ivonne Leal          | Cuba               | 64.90 m      |

### Lançamento do martelo
| Pos. | Atleta           | País               | Marca        |
| ---- | ---------------- | ------------------ | ------------ |
| 1    | Sergey Litvinov  | União Soviética    | 83.06 m (CR) |
| 2    | Juri Tamm        | União Soviética    | 80.84 m      |
| 3    | Ralf Haber       | Alemanha Oriental  | 80.76 m      |
| 4    | Christoph Sahner | Alemanha Ocidental | 80.58 m      |
| 5    | Igor Nikulin     | União Soviética    | 80.18 m      |
| 6    | Heinz Weis       | Alemanha Ocidental | 80.18 m      |
| 7    | Tibor Gécsek     | Hungria            | 77.56 m      |
| 8    | Plamen Minev     | Bulgária           | 77.06 m      |

### Decatlo/Heptatlo
| Pos. | Atleta             | País               | Marca    |
| ---- | ------------------ | ------------------ | -------- |
| 1    | Torsten Voss       | Alemanha Oriental  | 8680 pts |
| 2    | Siegfried Wentz    | Alemanha Ocidental | 8461 pts |
| 3    | Pavel Tarnavetskiy | União Soviética    | 8375 pts |
| 4    | Christian Plaziat  | França             | 8307 pts |
| 5    | Christian Schenk   | Alemanha Oriental  | 8304 pts |
| 6    | Simon Poelman      | Nova Zelândia      | 8296 pts |
| 7    | Alain Blondel      | França             | 8178 pts |
| 8    | Aleksandr Nevskiy  | União Soviética    | 8174 pts |

| Pos. | Atleta                | País              | Marca          |
| ---- | --------------------- | ----------------- | -------------- |
| 1    | Jackie Joyner-Kersee  | Estados Unidos    | 7128 pts (CR)  |
| 2    | Larisa Nikitina       | União Soviética   | 6564 pts       |
| 3    | Jane Frederick        | Estados Unidos    | 6502 pts       |
| 4    | Anke Vater            | Alemanha Oriental | 6460 pts       |
| 5    | Liliana Nastase       | Roménia           | 6325 pts       |
| 6    | Marion Reichelt       | Alemanha Oriental | 6296 pts       |
| 7    | Marianna Maslennikova | União Soviética   | 6228 pts       |
| 8    | Yuqing Zhu            | China             | 6211 pts (AsR) |

## Legenda
- WR : Recorde do mundo
- CR : Recorde dos campeonatos
- NR : Recorde nacional
- ER : Recorde da Europe
- AmR: Recorde da América
- AsR: Recorde da Ásia
- DQ : Desqualificado
- DNF: Abandono
- DNS: Não partiu